# Gustav Johannsen

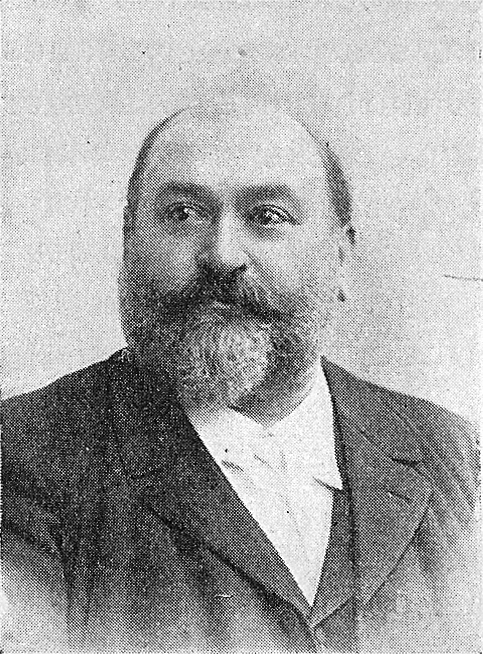
Gustav Johannsen.

Gustav Henrik Jøns Johannsen, född 2 augusti 1840 i Gunneby (i nuvarande Ulsnis) i Angeln, död 25 oktober 1901 i Flensburg, var en slesvigsk Danmarksvän. Han var far till Martha Ottosen.
Johannsen, som tillhörde en tysktalande, men dansksinnad släkt, avlägsnades i mars 1864 av tyska myndigheterna från sin skollärartjänst i Angeln och förbjöds senare hålla privatskola i Flensburg. Han övertog 1867 den danska bokhandeln där (vilken han sålde 1874) och ombildade 1869 en tysk tidning till dansk ("Flensborg Avis"), vars redaktör han var 1874–82. Åren 1876–79 måste han tre gånger för sina yttranden utstå kortare fängelsestraff. 
Åren 1881–84 var Johannsen ledamot av tyska riksdagen för Flensburgkretsen och sedan 1886 till sin död för den första nordslesvigska kretsen samt sedan 1888 därjämte av preussiska deputeradekammaren. Genom sin drastiska humor och kraftiga personlighet förvärvade han många vänner, i synnerhet bland de liberala tyska riksdagsmännen, samt fick stor uppmärksamhet 1899 för sina hårda angrepp på Ernst von Köllers politik. Han utmärkte sig även som folktalare bland sina landsmän. År 1891 blev han sparbanksdirektör i Flensburg.